# الخردل الهجين -11

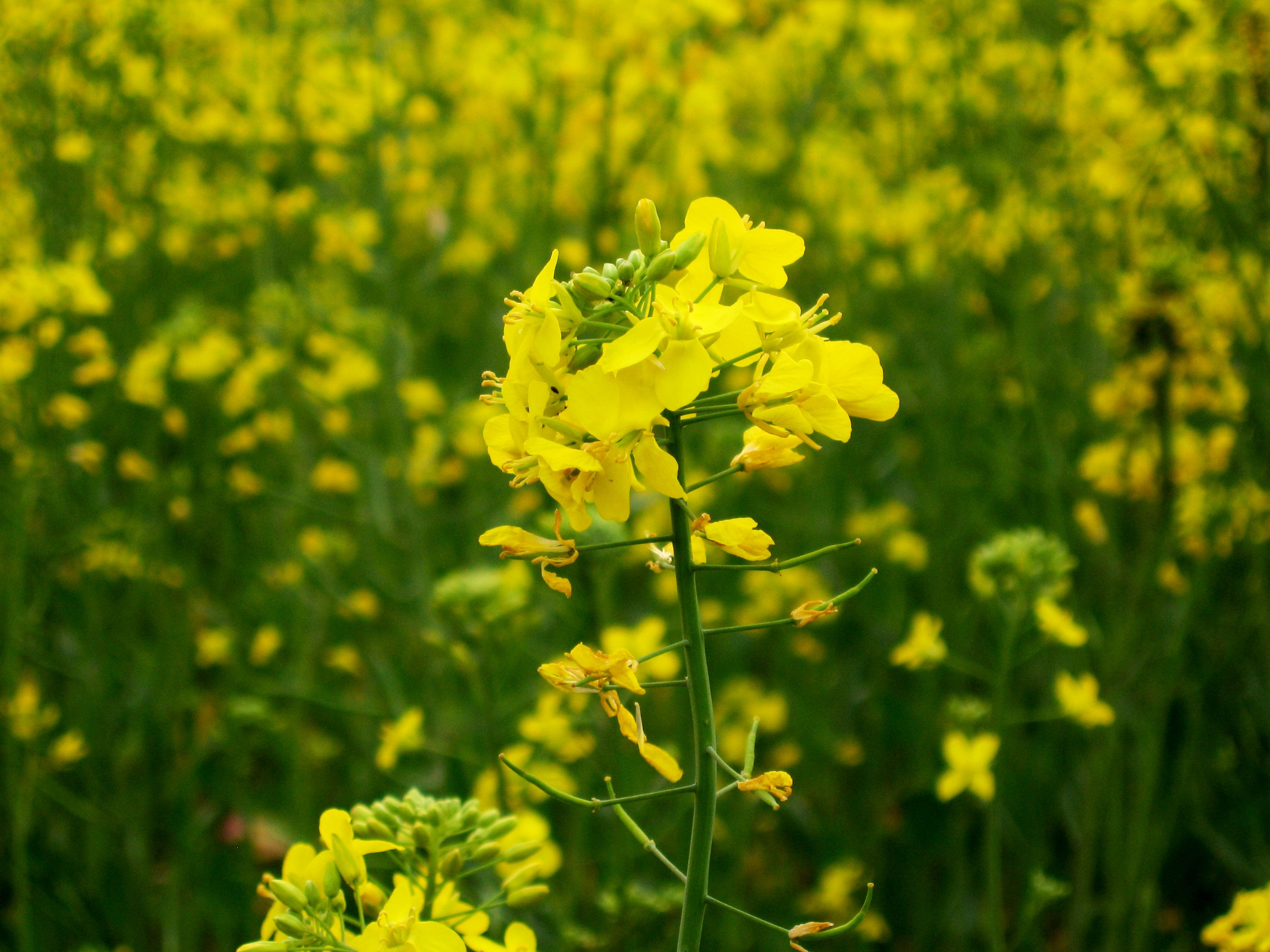
نبات الخردل

دهارا الخردل الهجين -11 المعروف أيضًا باسم DMH - 11 (بالإنجليزية: Dhara Mustard Hybrid-11)‏، هو مجموعة هجينة معدلة وراثيًا من أنواع الخردل براسيكا جونسيا. وقد قام البروفيسور ديباك بينتال (Deepak Pental) من جامعة دلهي بتطويره، وذلك بهدف تقليل طلب الهند على واردات زيت الطعام. وقد أنشئ دي أم أتش - 11 بناءً على التكنولوجيا المعدلة وراثيًا والتي تتضمن بوجه أساسي نظام الجينات بار وبارناس وبارستار. حيث يمنح جين بارناس عقم الذكور، على حين يستعيد جين بارستار قدرة دي أم أتش-11 على إنتاج بذور خصبة. ويُمكِّن إدخال شريط الجين الثالث دي أم أتش - 11 من إنتاج فسفينوثريسين- N- أسيتيل ترانسفيراز، وهو الإنزيم المسؤول عن مقاومة الغلوفوسينات. حيث خضع هذا الصنف الهجين من الخردل لفحص عام مكثف، ويرجع ذلك أساسًا إلى المخاوف المتعلقة بإمكانية تأثير دي أم أتش - 11 سلبًا على البيئة وكذلك على صحة المستهلك. وقد عثر على دي أم أتش - 11 الذي لا يشكل أي مخاطر حساسية تجاه الطعام. وقد أظهر زيادة الغلة مقارنة بأصناف الخردل الموجودة. وأدت التفاصيل والنتائج المتضاربة فيما يتعلق بالتجارب الميدانية وتقييمات السلامة التي أجريت على دي أم أتش - 11 إلى تأخير الموافقة على الزراعة التجارية.

## التاريخ
الخردل هو محصول بذور زيتية يشغل حاليًا 6-7 مليون هكتار (15-17 مليون فدان) من الأراضي الزراعية، وفي الغالب في مناطق الأراضي الجافة الشمالية الغربية من الهند. يعد الخردل من بين أعلى ثلاثة محاصيل بذور زيتية إنتاجًا في الهند. ومع ذلك لم تشهد غلاتها أي زيادة ملحوظة لعدة سنوات، وظلت أقل من 7.5 مليون طن. قاموا بتطوير مجموعة خردل الدي أم أتش - 11 لتقليل اعتماد الهند على واردات النفط الأجنبية للاستهلاك البشري. حيث على أساس سنوي تنفق الهند ما يقرب من 60 ألف كرور روبية (10.5 مليار دولار) على 14.5 مليون طن من واردات زيت الطعام، مع تلبية أكثر من 60٪ من الطلب المحلي على زيت الطعام فقط نتيجة للإمدادات من الخارج. بحيث ستؤدي زيادة العائدات المحلية من زيت الخردل إلى تقليل اعتماد الهند بدرجة كبيرة على واردات النفط والتكاليف المرتبطة به. صنف الخردل المعدّل وراثيًا دي أم أتش - 11 قد طوره الدكتور ديباك بينتال وزملاؤه من مركز المعالجة الجينية لنباتات المحاصيل في جامعة دلهي - الحرم الجنوبي. وقد استغرق الأمر 14 عامًا وحوالي 700 مليون روبية لإنشاء مجموعة دي أم أتش - 11 بنجاح. وفي حالة الموافقة سيكون دي أم أتش - 11 أول محصول غذائي معدل وراثيًا يزرع تجاريًا في الهند. وتلقى مشروع تطوير دي أم أتش - 11 تمويلًا من مجلس تنمية الألبان الوطني في الهند وكذلك من قسم التكنولوجيا الحيوية (دي بي تي).

## مرحلة التطوير

### الطرق والآلية
لقد قاموا بتطوير الخردل المعدل وراثيًا دي أم أتش - 11 في عام 2002 باستخدام مادة وراثية معزولة من بكتيريا التربة غير المسببة للأمراض وتقنيات الأنظمة المعدلة وراثيًا للتحكم في التلقيح، والتي تضمنت بطريقة أساسية نظام البارناس - البارستار. حيث استخلصت ثلاث جينات هي بار وبارناس وبارستار من العصية -بكتير عصوي الشكل- أميلوليكوفاسينس لإنتاج البذور المهجنة. وكان السبب الرئيسي لإدخال نظام جينات البارناس - البارستار في خط الخردل المعدل وراثيًا هو لتربية التغاير ومنع الإخصاب الذاتي. ويؤدي إدخال جين بارناس إلى عقم وراثي للذكور عن طريق منع إنتاج الطور المشيجي الذكري (حبوب اللقاح) في نبات الخردل. وفي الوقت نفسه يعمل جين بارستار على استعادة قدرة النبات على إنتاج بذور هجينة خصبة. حيث يعتبر الخردل نباتًا ذاتي التلقيح، مما يجعل من الصعب إجراء التلقيح المتبادل مع خط أبوي ذكر آخر مرغوب فيه دون حدوث تلقيح ذاتي. وقد تسبب جين بارناز في عقم الذكور في دي أم أتش - 11، مما يبسط عملية التلقيح المتبادل لاستنباط أصناف هجينة جديدة. أما السلالتين الأبويتين المستخدمتين لتطوير دي أم أتش -11 فهما طافرة هيرا الأولية (إي أتش -2) التي طورها أنيل خلاتكار (Anil Khalatkar) من جامعة ناجبور، وفارونا بي إن 3.6. ولقد أبلغ عن وزن بذرة DHM-11 حوالي 3.3 إلى 3.5 جرام (0.12 أونصة) / 1000 بذرة.
وترجع مقاومة الجلوفوسينات دي أم أتش - 11 إلى إنزيم يعبر عنه جين بار (مقاومة بيالافوس) وهو مشتق من الستربتوميسيس الاسترطابي، في حين يشفر جين بار المستنسخ في دي أم أتش-11 لتخليق فوسفينوثريسين- أن- أسيتيل ترانسفيراز (PAT). وهذا الإنزيم مسؤول عن إزالة السموم من العنصر النشط في مبيد الأعشاب جلوفوسينات: فسفينوثريسين. وتتضمن آلية عمل الفوسفينوثريسين تثبيط إنزيم الجلوتامين، الذي يمنع إزالة السموم من الأمونيا وبذلك يتسبب في تراكم السموم داخل الخلايا النباتية. ويؤدي تثبيط إنزيم الجلوتامين أيضًا إلى انخفاض شامل في مستويات الجلوتامين. في النباتات يعمل الجلوتامين كجزيء إشارة وكمانح رئيسي للأحماض الأمينية لتخليق النيوكليوتيدات. حيث تقوم إنزيمات ببي إيه تي التي ينتجها جين بار بإلغاء تنشيط البيالافوس (السلائف ثلاثية الببتيد للفوسفينوثريسين) بناء على الأستلة لتشكيل منتج غير نشط وغير سام.

### تقييم السلامة
في سبتمبر 2015 قدم حرم جامعة دلهي الجنوبي طلبًا إلى لجنة تقييم الهندسة الوراثية يطلب الإذن بالإفراج البيئي عن دي أم أتش - 11. قبل التسويق كان هجين الخردل خاضعًا لتقييم مجال السلامة الحيوية المحصور والمعروف رسميًا باسم تجربة على مستوى أبحاث السلامة الحيوية (BRL)، وذلك تحت إشراف المجلس الهندي للبحوث الزراعية (ICAR). وقد أُجريت هذه التجربة في 2014-2015 بعد الحصول على إذن من لجنة تقييم الهندسة الوراثية (GEAC)، الجهة المنظمة الرئيسية للمنتجات المعدلة وراثيًا في الهند. ثم خصصت دراسات السلامة التي أجريت لـ دي أم أتش - 11 للفئات التالية: التوصيف الجزيئي وسلامة الغذاء والسلامة البيئية وبروتوكولات الكشف. كما يتضمن التوصيف الجزيئي دراسات تعبيرية عن جينات بار وبارناس وبارستار التي قامت بإدخالها في تسلسل الحمض النووي لـ دي أم أتش-11. وفحصت اختبارات سلامة الغذاء سمية البروتينات الثلاثة في دي أم أتش - 11، وذلك باستخدام تحليل المعلومات التركيبية والحيوية. وقد اختبرت تجارب السلامة البيئية إمكانية إزالة الأعشاب الضارة والمعايير الصارمة لـ دي أم أتش - 11. كما لم يقوموا بالإعلان عن تفاصيل ونتائج تجارب السلامة هذه حتى الآن.
وهناك ملخص لتقييم السلامة متاح على الإنترنت ومع ذلك حجبت وزارة البيئة والغابات (MoEF) البيانات الأولية عن الجمهور. بحيث لا يمكن الوصول إليه إلا استنادًا لتقديم طلب إلى وزارة البيئة والموارد الطبيعية. وقامت بتحميل تقييم السلامة الرسمي المكون من 133 صفحة لـ دي أم أتش - 11، بعنوان «تقييم سلامة الغذاء والبيئة لجنرال إلكتريك الخردل» على موقع GEAC على الويب للحصول على تعليقات الجمهور، حيث تلقى 750 تعليقًا من الجمهور. بعد ذلك راجعت لجنة فرعية هذه التعليقات، ودمجتها في تقرير تقييم السلامة النهائي المقدم إلى GEAC. واستنتج التقرير أن دي أم أتش - 11 آمن للاستهلاك البشري ويحتوي على قيمة غذائية. كما أعلنت أنيتا براساد رئيسة GEAC أن اللجنة ستوصي بصفة إيجابية بالدي أم أتش - 11 لوزير البيئة أنيل مادهاف ديف للزراعة.
وقد أقرت GEAC في البداية الدي أم أتش - 11 للزراعة التجارية، ومع ذلك فقد تراجعوا عن موافقتهم عند اتخاذ قرار بأن هناك حاجة إلى مزيد من الاختبارات والبيانات الإضافية المتعلقة بتأثير دي أم أتش-11 على الملقحات الحشرية ولا سيما نحل العسل وعلى التنوع الميكروبي للتربة قبل التسويق. وتقدم مركز المعالجة الجينية لنباتات المحاصيل بجامعة دلهي بطلب للحصول على إذن بزراعة قطعة أرض دي أم أتش - 11 في دلهي والبنجاب وذلك لاختبار آثار الخردل المعدل وراثيًا على نحل العسل. وفي مارس 2018 وافقت لجنة تقييم الهندسة الوراثية على دي أم أتش - 11 للدراسات الميدانية للتحقيق في آثاره المحتملة على نحل العسل والحشرات الملقحة الأخرى. وستجرى التجارب الميدانية في جامعة البنجاب الزراعية ومعهد البحوث الزراعية الهندي.

## الجدل

### الآثار الصحية
عينت المحكمة العليا الموقرة في الهند لجنة الخبراء التقنيين (TEC) التي أوصت في تقريرها لعام 2013 بفرض حظر تام على المحاصيل المعدلة وراثيًا والتي تتحمل مبيدات الأعشاب. وقد كان أحد الأسباب التي ذكرها المجلس التنفيذي للتكنولوجيا هو احتمال حدوث آثار صحية سلبية نتيجة استخدام المزارعين بكثرة لمبيدات الأعشاب على محاصيلهم.

### التأثيرات البيئية
أحد الأسباب الرئيسية لتسويق الدي أم أتش - 11 هو احتمال تكوين «أعشاب خارقة». ثم إن الدي أم أتش - 11 متسامح مع الجلوفوسينات وعلى هذا يُعتقد أنه يشجع المزارعين على رش مبيدات الأعشاب بحرية عند تسويقها. يتسبب هذا في ضغط اختيار اصطناعي على الأعشاب الضارة مما قد يؤدي إلى ظهور أنواع أعشاب مقاومة للجلوفوسينات. ومع ذلك فإن أكبر مصدر قلق فيما يتعلق بزراعة دي أم أتش-11 تجاريًا هو التلوث الجيني المحتمل للتنوع البيولوجي الغني لجنس البراسيكا، فبناء على التلقيح المتبادل بين دي أم أتش-11 والمجموعات البرية. تخضع نباتات الخردل للتلقيح بوساطة الرياح والحشرات. وبسبب قابليتها للتهجين هناك احتمال أن تكون الأصول الوراثية الغنية بالخردل في الهند تتكون من أصناف برية وسلالات محلية مستأنسة ملوثة بصيغة لا رجعة فيها.

### الآثار الاجتماعية والاقتصادية
في عام 2004 نصح رئيس فريق العمل في مجال التكنولوجيا الحيوية الزراعية بعدم الاستغلال التجاري للمحاصيل المقاومة لمبيدات الأعشاب لأنها تلغي الحاجة إلى إزالة الأعشاب الضارة يدويًا، وهي مهمة تقوم بها العديد من النساء الريفيات في الهند. قدّرت كافيتا كوروجانتي عضو التحالف من أجل الزراعة المستدامة والشاملة أن نمو 25٪ من دي أم أتش - 11 سيؤدي إلى خسارة 4.25 كرور يوم عمل لكثير من النساء.
سبب آخر للمعارضة القوية ضد تسويق دي أم أتش - 11 في جميع أنحاء الهند يرجع إلى التجارب السلبية السابقة مع المحاصيل المعدلة وراثيًا، وعلى الأخص قطن بي تي في ولاية ماهاراشترا. وكان هناك ارتباط مقترح بين الأداء الضعيف للقطن بي تي، وعدد كبير من حالات انتحار المزارعين، لا سيما في عام 2004. ويعتقد المتظاهرون أن الدي أم أتش-11 تسبب بأن تكون أسعار البذور باهظة، إلى جانب الإنتاجية المنخفضة يمكن أن تؤدي إلى صعوبات مالية وضغوط اقتصادية وربما المزيد من الانتحار بين المزارعين. ومع ذلك فقد ثبت أن العلاقة بين زراعة المحاصيل المعدلة وراثيًا وانتحار المزارعين لا أساس لها نتيجة للبيانات المتاحة، ومع استخدامها كنقطة نقاش مشتركة ضد التكنولوجيا الحيوية الزراعية داخل الهند.

## الأداء

### الثمار
أظهر الدي أم أتش - 11 تغاير الغلة في حدود 19٪ - 40٪ مقارنة ببعض أفضل الأصناف الهندية. ومع ذلك هناك سمتان وُجِدت أنهما ضعيفتا التطور والتعبير عنهما في الصنف الهجين. وهي حجم البذور وطول السيليكا. كلًا من هاتين السمتين مكونات محصول مهمة. ووجدت تجربة أخرى متعددة المواقع أجريت في ظل الظروف الميدانية أن الدي أم أتش - 11 ينتج غلة أكثر بنسبة 30 ٪ من السلالات الحالية من أصناف الخردل التقليدية.

### التأثير على الحساسية
خضع الدي أم أتش - 11 أيضًا لاختبار الحساسية الغذائية باستخدام مقارنات المعلوماتية الحيوية باتباع إرشادات CODEX وICMR لفحص ما إذا كان تسلسل الأحماض الأمينية لبروتينات بار وبارناس وباستار من مسببات الحساسية المحتملة. وقد أجري الاختبار عن طريق تحديد أي أوجه تشابه بين تسلسل الأحماض الأمينية للبروتينات الثلاثة وتلك الخاصة بمسببات الحساسية المفترضة الأخرى. ثم قُيمت إطارات القراءة المفتوحة المحتملة في موقع إدخال الحمض النووي للجينات الثلاثة، من أجل أوجه التشابه المحتملة مع المواد المسببة للحساسية الموجودة في قاعدة بيانات AllergenOnline.org. ووجدت نتائج الدراسة أن الدي أم أتش - 11 لا يمثل أي خطر من حساسية الطعام للمستهلكين. وقاموا باقتراح تجارب أخرى على الدي أم أتش - 11 مثل إجراء اختبار IgE في مصل الدم البشري.